# (34582) 2000 SH348
2000 SH348 (asteroide 34582) é um asteroide da cintura principal. Possui uma excentricidade de 0.12171480 e uma inclinação de 14.25121º.
Este asteroide foi descoberto no dia 20 de setembro de 2000 por LINEAR em Socorro.